# Oga, Akita
Oga (男鹿市 Oga-shi) là một thành phố thuộc tỉnh Akita, Nhật Bản.